# 世阿彌 (戯曲)
『世阿彌』（ぜあみ）は、山崎正和が1963年に発表した戯曲。『世阿弥』と表記されることもある。1963年9月に俳優座により俳優座劇場で初演されるとともに、同年の雑誌『文藝』10月号に戯曲で掲載された。第9回「新劇」岸田戯曲賞（現：岸田國士戯曲賞）を受賞した。
物語は、世阿弥を主人公に、足利義満との関わりを軸として展開する。
足利義満の下で能を大成させた世阿弥の半生を通し、政治権力と芸能の関係、その光と影、心の葛藤を浮き彫りにした。

## 評価
山崎正和が岸田戯曲賞を受賞した『世阿彌』は、最初期の作品として、その文筆活動の出発点で、「出世作」と目され、山崎のプロフィールにおいて代表作として挙例されることがよくある。
山崎正和に対して否定的な評価をしている山崎行太郎も、本作については一定の留保を付けている。松岡正剛は、「日本を代表する「文化」を小説にする」ことが困難であることを論じる中で、本作を挙例して否定的に言及している。

## おもな上演
- 1963年9月 - 11月：俳優座（俳優座劇場）＝演出・主演：千田是也[1][2][9]。
- 1966年：オフ・オフ・ブロードウェイ (Off-Off-Broadway) で上演。演出：ジャン・ピエトロ・カラソ (Gian Pietro Calasso)[10]。
- 1971年6月：イタリア、フィレンツェ五月音楽祭（マッジオ・ムジカーレ）で上演。演出：ジャン・ピエトロ・カラソ[10]。
- 1987年：新劇団協議会（サンシャイン劇場）＝演出：末木利文、主演：松本幸四郎[11]。
- 1988年：日米舞台芸術交流事業により、現代演劇協会がアメリカ合衆国（セントポール、シカゴ、ミルウォーキー）で上演。主演：松本幸四郎[12]。
- 2003年：新国立劇場＝演出：栗山民也、主演：坂東三津五郎[4][13]。

## 出版
いずれも標題は『世阿彌』。
- 初出は『文藝』（河出書房新社）、1963年10月号
- 河出書房新社、1964年
- 新潮文庫、1974年
- 『山崎正和著作集（戯曲 1）』中央公論社、1982年
- 『山崎正和全戯曲』河出書房新社、2016年